# Emilio Peixe
Emílio Manuel Delgado Peixe (Nazaré, 16 de gener de 1973 és un futbolista portuguès.
Va ser una jove promesa del futbol lus a principis de la dècada dels 90: campió en el Mundial Juvenil de 1991 (amb Figo, Rui Costa o Paulo Bento), titular al Sporting de Lisboa, debuta amb la selecció absoluta portuguesa i forma part del combinat del seu país que hi acudeix a les Olimpiades de 1996.
Però, a partir de 1995, baixa considerablement el seu rendiment al pas per clubs com el Sevilla FC, el SL Benfica o el FC Porto.